# Celastrus paniculatus
Celastrus paniculatus là một loài thực vật có hoa trong họ Dây gối. Loài này được Willd. mô tả khoa học đầu tiên năm 1798.

## Hình ảnh

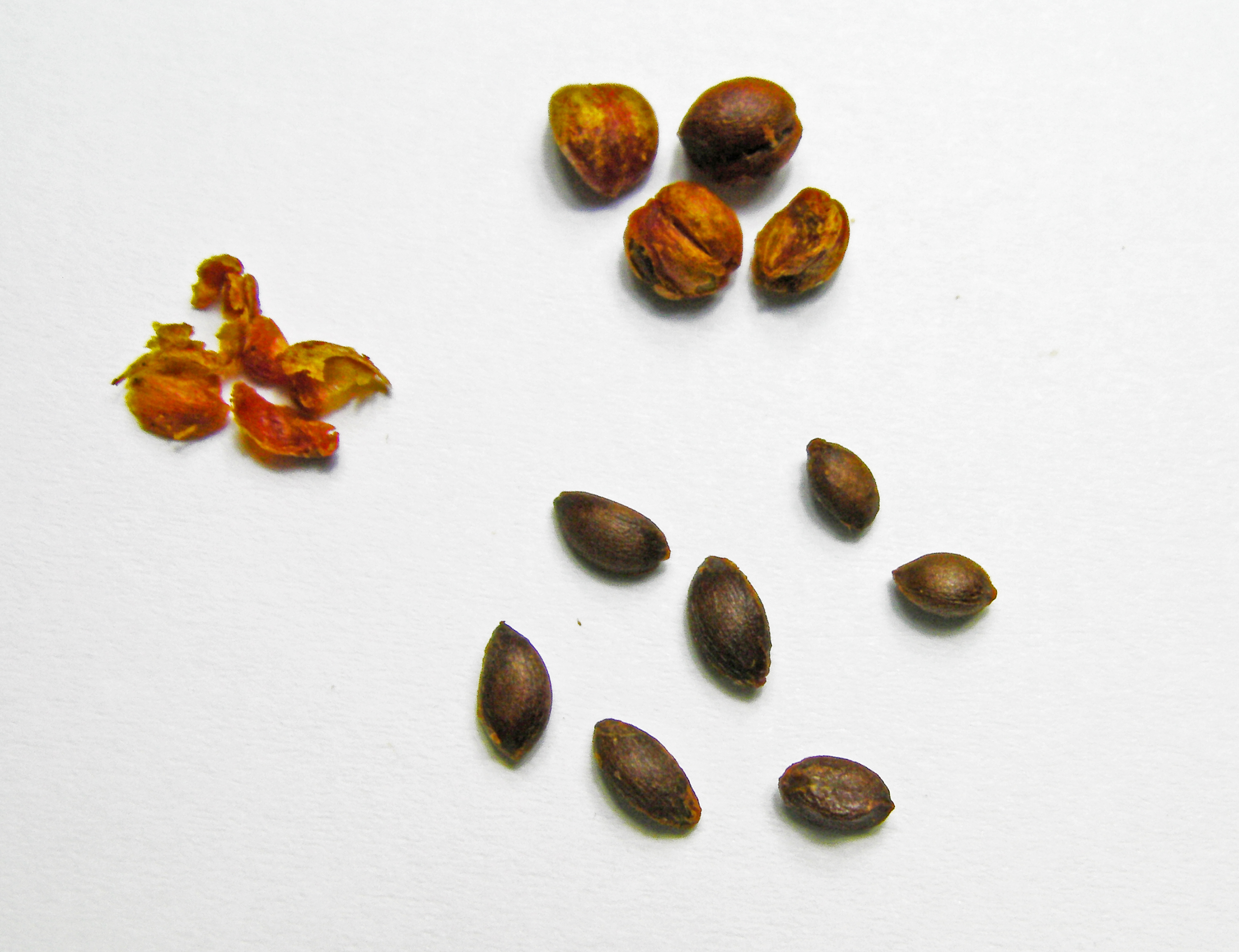
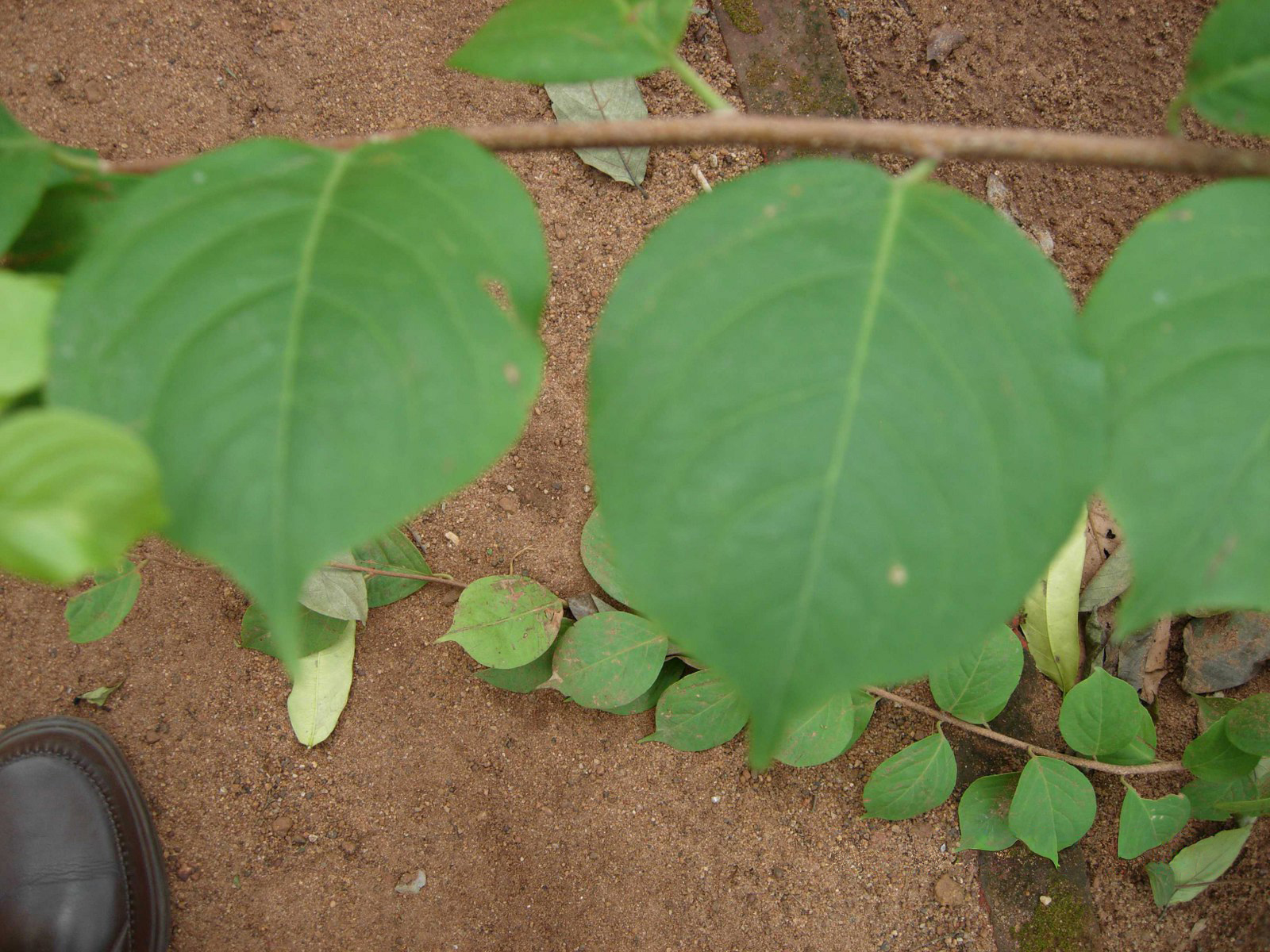
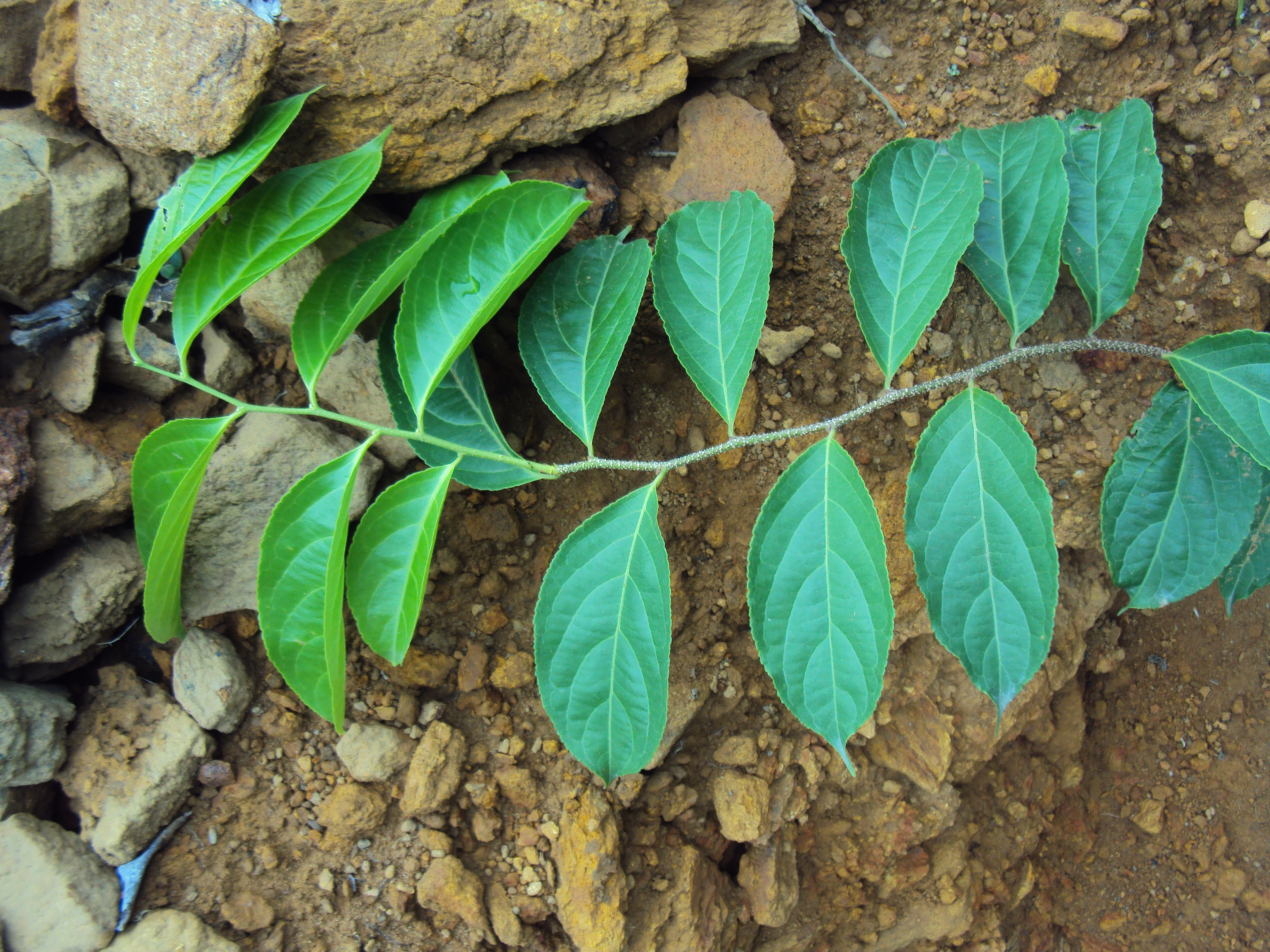
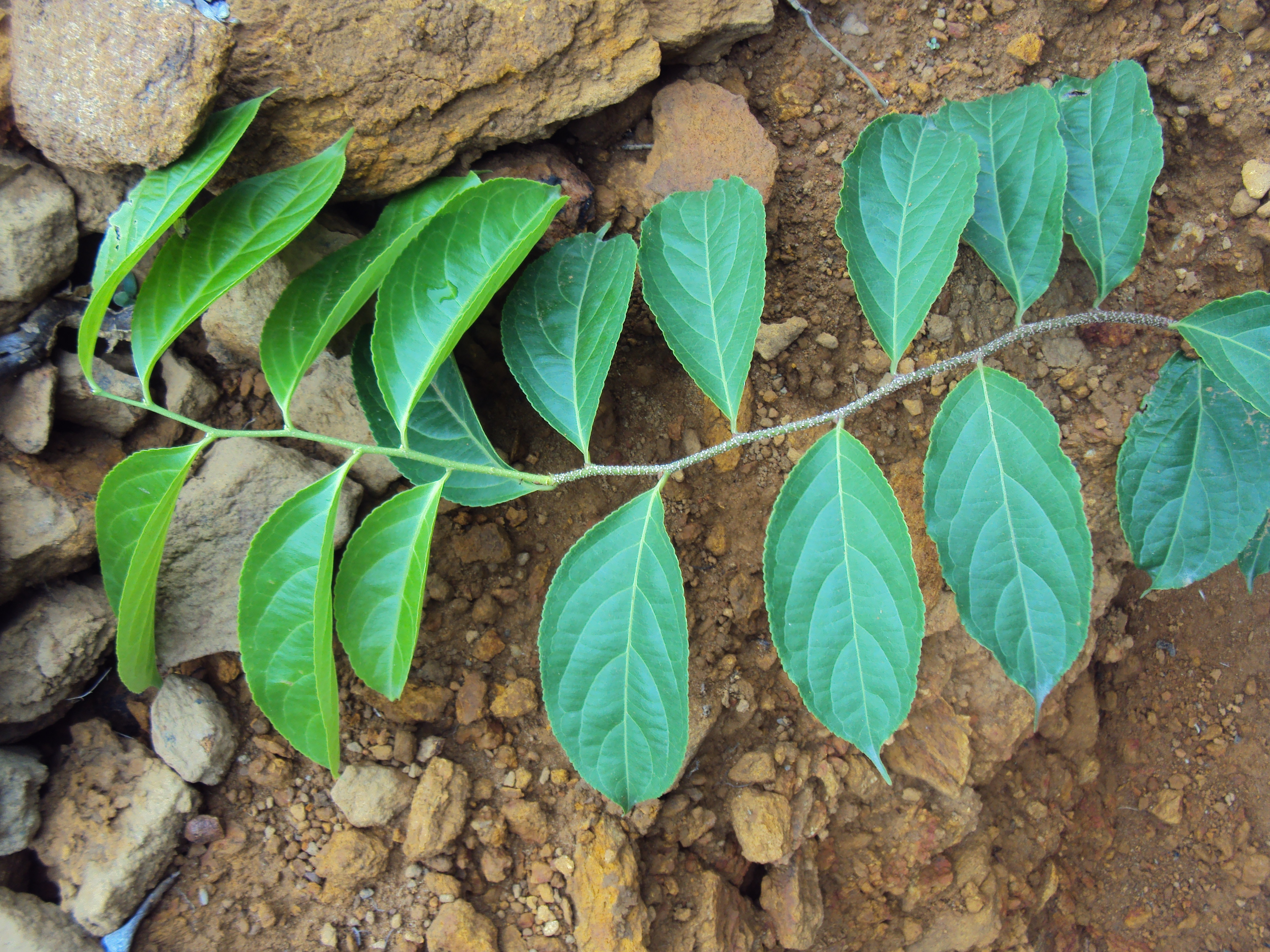